# Ramdane Djamel
Ramdane Djamel est une commune de la wilaya de Skikda en Algérie, elle est aussi chef-lieu de la daïra de Ramdane Djamel dans le nord-est de l'Algérie.

## Géographie

### Localisation
La commune de Ramdane Djamel est localisée au centre de la wilaya de Skikda à 17 km de sud de Skikda traversée par la RN3.
| El Hadaiek     | Hamadi Krouma   | Beni Bechir |
| Bouchtata      | Ramdane Djamel  | Azzaba      |
| Emdjez Edchich | Salah Bouchaour | El Ghedir   |

### Relief, géologie, hydrographie
La commune se situe au cœur de la vallée de l'oued Safsaf qui la traverse du sud au nord. Deux affluents s'y rejoignent, l'oued Hadarataz et Oued Zerga.
Elle est bordée à l'est par le massif de Kef Serrak (530 m).

### Transports
Elle est traversée par la RN3 et les RN44AA et 44AC.
Elle constitue un nœud ferroviaire, puisqu'elle est desservie par une gare qui lie les lignes d'Alger à Skikda et de Ramdane Djamel à Annaba. Enfin une troisième ligne de Ramdane Djamel à Jijel y démarre à 4 km plus au sud.

### Villages, hameaux et lieux-dits
L'agglomération chef-lieu est la ville de Ramdane Djamel. Il y a une agglomération secondaire, Staiha.
Hameaux : El-Dis, El Magen

## Toponymie
La commune a été renommée en 1965 d'après le nom de l'aviateur et combattant de la guerre de libération Ramdane Ahcène dit Si Djamel qui y est né le 27 janvier 1934 et décédé le 22 décembre 1962 à Alger. 

## Histoire
La région se situe sur la route romaine de Cirta à Rusicade à 4 km de l'emplacement du village actuel, au niveau du hameau El-Dis. De nombreux vestiges romains y ont été retrouvés.
Au XVe siècle un village nommé Oued Zerga est érigé par les Beni Mehenna.
En 1838 après la conquête de Constantine, plusieurs généraux français y sont passés pour descendre vers Stora et y construisent des fortins. La résistance est menée par Si Zerdoud qui sera tué le 3 mars 1842. À partir de 1845, quelques maisons coloniales sont installées à la place du village Oued Zerga qui sera renommé Saint Charles le 6 avril 1847. En 1861 le village est érigé en commune de plein exercice.
En 1963, la commune de Beni Bechir est fusionnée avec celle de Saint Charles qui prendra le nom de Ramdane Djamel en 1965. Beni Bachir est de nouveau détachée de la commune en 1984.

## Démographie
| 1880  | 1884  | 1892  | 1897  | 1902  | 1987  | 1998   | 2008   |
| ----- | ----- | ----- | ----- | ----- | ----- | ------ | ------ |
| 3 153 | 2 481 | 2 356 | 2 448 | 2 850 | 7 386 | 13 558 | 27 197 |

Population des différentes agglomérations en 1987 : Ramdane Djamel, 7 386 hab. ; Draa Ben Khalfa, 1155 hab..
Population des différentes agglomérations en 1998 : Ramdane Djamel, 12 693 hab. ; Staiha, 865 hab..

## Vie quotidienne

### Sports
Le club de football local s'appelle WA Ramdane Djamel (en) (WARD) fondé en 1966.